# Весёлый Подол (станция)
Весёлый Подол — железнодорожная станция Южной железной дороги на линии Кременчуг  — Ромодан.